# Max Paul Neumann
Max Paul Neumann (* 10. November 1874 in Ortelsburg, Masuren; † 23. Mai 1937 in Berlin) war ein deutscher Agrarwissenschaftler. Als langjähriger Direktor der Versuchsanstalt für Getreideverarbeitung in Berlin hatte er maßgebenden Anteil an der technologischen Entwicklung des Bäckereigewerbes in Deutschland.

## Leben
Max Paul Neumann absolvierte nach der Reifeprüfung eine Ausbildung zum Apotheker. Ab 1900 studierte er an der Friedrich-Wilhelms-Universität zu Berlin, der Friedrichs-Universität Halle, der Königlichen Universität zu Greifswald und zuletzt an der Universität Leipzig
Naturwissenschaften mit dem Schwerpunkt Chemie. Mit einer Doktorarbeit über Aldehyde wurde er 1906 in Leipzig zum Dr. phil. promoviert. Von 1907 bis 1934 war er Direktor der Versuchsanstalt für Getreideverarbeitung in Berlin. Als Honorarprofessor hielt an der Landwirtschaftlichen Hochschule Berlin Vorlesungen über landwirtschaftliche Technologie. Sein langjähriges Asthma bronchiale zwang ihn 1934 im Alter von 60 Jahren zur vorzeitigen Pensionierung. 
Neumann betätigte sich experimentell in Laboratorien und durch Großversuche in der Praxis auf fast allen Gebieten der Getreidetechnologie. Dazu gehörten u. a. Forschungsarbeiten über die Qualitätsmerkmale des Getreides, über die Standardisierung von Getreidesorten und über die Verarbeitungseigenschaften der Handelsmehle. Der Schwerpunkt seiner wissenschaftlichen Tätigkeit lag jedoch auf dem Bäckereigebiet. Internationale Anerkennung erwarb er sich mit seinen Studien über die Backfähigkeit von Mehlen. Frühzeitig erkannte er die außerordentlich komplexe Natur des Begriffes Backfähigkeit und erarbeitete Prüfungsmethoden für diese zentrale Backeigenschaft der Getreidemehle.
Neben Forschung und Lehre gehörte zu den Aufgaben von Neumann die Beratung von Behörden und Wirtschaftsverbänden. Besonders in den Jahren des Ersten Weltkrieges hat er Einfluss genommen auf zahlreiche Gesetzes- und Verordnungswerke der Kriegswirtschaft und durch fachtechnischen Ratschläge maßgebend bei der Brotversorgung der Zivilbevölkerung mitgewirkt. Seine Erfahrungen und Erkenntnisse aus dieser Zeit hat er zusammengefasst in dem 1917 erschienenen Buch Unser Kriegsbrot, mit einer Fülle von Fakten über die vollständige Ausnutzung des Getreides für die menschliche Ernährung. 
Die Publikationsliste von Neumann umfasst 127 wissenschaftliche Veröffentlichungen und eine noch größere Anzahl von praxisorientierten Beiträgen. Als sein Hauptwerk gilt das umfangreiche Lehr- und Handbuch Brotgetreide und Brot. Zu Neumanns Lebzeiten erschienen drei Auflagen (1914, 1923 und 1929); sein Amtsnachfolger Paul Friedrich Pelshenke hat 1943 noch eine vierte und 1954 eine fünfte Auflage herausgegeben.

## Ehrungen
Das Corps Neoborussia Berlin verlieh Neumann 1922 das Band. Er war Ehrenmitglied in mehreren Fachverbänden, u. a. seit 1936 im Internationalen Brotfabrikantenverband. 1948 wurde ein Max Paul Neumann-Preis gestiftet für herausragende Leistungen auf dem Gebiet der Getreidetechnologie. Seit 1954 verleiht die Detmolder Arbeitsgemeinschaft für Getreideforschung an verdiente Getreidechemiker die Max Paul Neumann-Medaille.

## Publikationen
- mit Johannes Buchwald (Hrsg.): Die Versuchsanstalt für Getreideverarbeitung. Berlin 1911 = Zeitschrift für das gesamte Getreidewesen Jg. 1911, Ergänzungsband.
- Brotgetreide und Brot. Lehrbuch für die Praxis der Getreideverarbeitung und Hand- und Hilfsbuch für Versuchsstationen, Nahrungsmittel-Untersuchungsämter und Laboratorien der Mühlen, Bäckereien und Fachschulen. Verlag Paul Parey Berlin 1914; 2. Aufl. ebd. 1923; 3. Aufl. ebd. 1929. – 4. Aufl. neubearbeitet von Paul Pelshenke ebd. 1943; 5. Aufl. unter dem Namen Neumann-Pelshenke mit verändertem Titel Brotgetreide und Brot. Handbuch für die Theorie und Praxis der Brotgetreideverarbeitung, ebd. 1954.
- Unser Kriegsbrot. Verlag Ollech Berlin 1917.
- Über den Einfluss der Sorte und der Wachstumsbedingungen auf die Backfähigkeit des Weizens.  Landwirtschaftliche Jahrbücher Bd. 74 (1931), S. 181–317.